# Duplje
Duplje este o localitate din comuna Vipava, Slovenia, cu o populație de 204 locuitori.